# 最高裁判所誤判事件
最高裁判所誤判事件（さいこうさいばんしょごはんじけん）とは、日本の最高裁判所の草創期である1949年（昭和24年）の裁判において最高裁判所裁判官が誤判をしたとして、1950年（昭和25年）に裁判官に処分が下された事件。処分の決定に至るまで、最高裁判所長官が辞職勧告をおこなったことに当該の裁判官が「適切な処分ではない」と拒否したり、国会で訴追すべきかが議題となるなど、最高裁判所裁判官の規律処分を誰がどのようにおこなうかをめぐる議論が起きた。

## 概要

### 発端となった判決
山梨県北都留郡巌村（現：上野原市）で起こった強盗致死事件について、東京高等裁判所刑事八部は旧刑事訴訟法（大正11年法律第75号）で審理をおこない、1949年3月1日に無期懲役判決を言い渡した。これに対して、大西幸高弁護士が「東京高裁は1948年12月18日に第二回公判を開廷して以来、翌1949年2月15日まで開廷しなかった。これは旧刑事訴訟法第353条の『15日以上開廷しなかったら公判手続を更新すべし』という規定に違反している」という理由で上告した。
最高裁判所第二小法廷（裁判長は霜山精一、他裁判官は栗山茂、小谷勝重、藤田八郎）は同年7月16日に「公判手続を更新した形跡もない」として弁護側の上告を全面的に認めた上で破棄して東京高裁に差し戻した。なお、第二小法廷の裁判官にはほかに塚崎直義がいたが、この判決にはなんらかの理由で関与していなかった。
ところが、旧刑事訴訟法の運用を新刑事訴訟法（昭和23年7月10日法律第131号）に合わせるための刑事訴訟規則施行規則第3条第3項が、新刑訴法と同じく1949年1月1日から施行されており、その規則は「開廷後引き続き15日以上開廷しなかった場合においても、必要と認める場合に限り、公判を更新すれば足りる」と柔軟な対応が赦されるようになっていた。この条文にあてはめると東京高裁判決は適法で、最高裁の判決は「破棄差戻し」ではなく「上告棄却」となる。

### 誤判の判定から処分決定まで
最高裁から差し戻された東京高裁は「判決にあがっている適用法規（刑事訴訟法施行法第2条、旧刑事訴訟法第447条、同第448条の2）の中に当然引用すべき最高裁が制定した刑事訴訟規則施行規則第3条第3項が引用されていないので、了解に苦しむ。他にも同種の事件があるので、最高裁の新判決なのか、それとも前記施行規則によるものか」と指示を求めてきた。このため、問題が持ち上がり、最高裁は同年10月初め「同施行規則は、この種の事件の場合、当然、適用される」という趣旨の通達を出した。
同年10月17日に最高裁は裁判官会議を開いた。この会議では4裁判官から意見を聴いた後で退席を求め、協議した結果、三淵忠彦最高裁長官は「本件の取り扱いについては、当裁判官会議は最高裁判所の使命、性格ならびに最高裁裁判官の責任の重大性に鑑み、単なる懲戒処分で処理すべきものではなく、この際、関係裁判官が自発的に善処することが最も妥当であると認めた」として4裁判官に対して事実上の辞職勧告をマスコミに公表した。これに対して、同年10月29日に4裁判官は連名で「責任はあくまで憲法ならびに法律に従って決められるべきである」として辞職を拒否した。騒ぎは大きくなり、新聞各紙の一面トップに「誤判による辞職勧告」と4裁判官の顔写真入りで大きく記事が出るようになった。
国会でもこの問題がとりあげられ、呼ばれて出席した三淵最高裁長官は「最高裁の権威を維持するためにも4裁判官が責任を取るべきである」と意見を述べた。国会の裁判官訴追委員会は同年12月20日に「本件四裁判官のか過誤及びその後の行動は自己の職務に違反し、職務を怠ったものであり、かつ裁判官の威信を失うものであることについては一点の争いがないが、その程度をもって直ちに『著しく』又は『甚しく』の重さに相当するものとは決し難い」として不訴追を決定し、政治家レベルでの追及は終わった。
最高裁長官が三淵から田中耕太郎に替わり、1950年5月30日に懲戒申立ての手続きが取られ、6月24日に裁判官分限法による分限裁判（最高裁大法廷昭和25年6月24日決定）で「最高裁判事として職務の遂行に注意を欠き、裁判所法第49条の職務上の義務に違反した」として、裁判官分限法第2条を適用して4裁判官を過料1万円の処分として決着した。長谷川太一郎、井上登、島保、齋藤悠輔、岩松三郎、河村又介、穂積重遠による裁判官の一致した意見であり、田中耕太郎、塚崎直義、澤田竹治郎は戒告とする意見、真野毅は「裁判官分限法は違憲であり、これによる申し立ては却下すべき。理由は裁判所の内部規律の制定権は法律をもってしても政令をもってしても侵犯できぬ領域で、これを侵犯している分限法は違憲で法律上無効であり、これによる懲戒手続きは許されない」という意見であった。